# 三十三間堂官衙遺跡
三十三間堂官衙遺跡（さんじゅうさんげんどうかんがいせき）は、宮城県亘理郡亘理町にある平安時代の郡衙を中心とする遺跡。1992年（平成4年）に国の史跡に指定された。

## 概要
亘理町は宮城県の南部、阿武隈川が太平洋に注ぐ河口に位置し、後背は阿武隈高地の北端で、市街地の大部分は沖積平野上に位置する。同町下郡椿山（しもごおりつばきやま）地区の丘陵には古くから礎石建物跡の存在が知られており、1779年（安永8年）の『風土記御用書出』に記載がある。
当地の伝説では、左甚五郎がこの地に来て、一夜にして建物を建てると工事にとりかかったが、天邪鬼が一番鳥の鳴く前に鶏鳴をまねて鳴いたので礎石を置いただけで工事は中止となったという。
礎石群は10箇所以上に渉り、郡（こおり）という地名と規模の大きさから郡衙跡と推定され、奥州藤原氏の始祖・藤原経清居城地としての関連が有力視され指定となった。
遺跡の研究・調査は戦前には始まっており、戦後は伊藤玄三ら（1967年）、宮城県教育委員会（1986〜1988年）、亘理町（2002年以降）により行われてきた。以前は寺院跡と考えられていたが、一連の調査から9世紀前半から10世紀前半にかけて存在した陸奥国亘理郡衙の施設であることが明らかになった。

## 遺構
遺跡は亘理町北部、JR常磐線逢隈駅西側の小高い丘の上にあり、北側の郡庁院跡、南側の倉庫群跡に分けられる。
郡庁院跡は東西50メートル、南北65メートルの塀跡に囲まれた区域になっている。塀の東側と南側には門の跡がある。南側の門跡からは9世紀の土師器が出土した。
郡庁院跡内北側の区域には南北7メートル、東西18メートルの正殿跡があり、これは2度建て替えられている。その南には東西6メートル、南北26メートルの長い二つの建物が東西に対称的な位置に並んでいる。二つの長い建物はどちらも1度建て替えられている。正殿と二つの長い建物は合わせてコの字型に並んでおり、当時の郡衙に見られる形式である。区域内にはその他5つほどの建物跡が認められる。
遺跡南側の倉庫群跡は一辺150メートルほどの堀で四方を囲まれている。区域内の西側と南側に10棟の高床倉庫跡がL字型に並んでいる。郡衙の主たる業務が徴税であり、倉庫には米が貯えられていたと考えられる。